# کفر صغیر
کفر صغیر (به عربی: کفر صغیر) یک منطقهٔ مسکونی در سوریه است که در استان حلب واقع شده‌است. کفر صغیر ۳٬۱۳۰ نفر جمعیت دارد.